# Garran

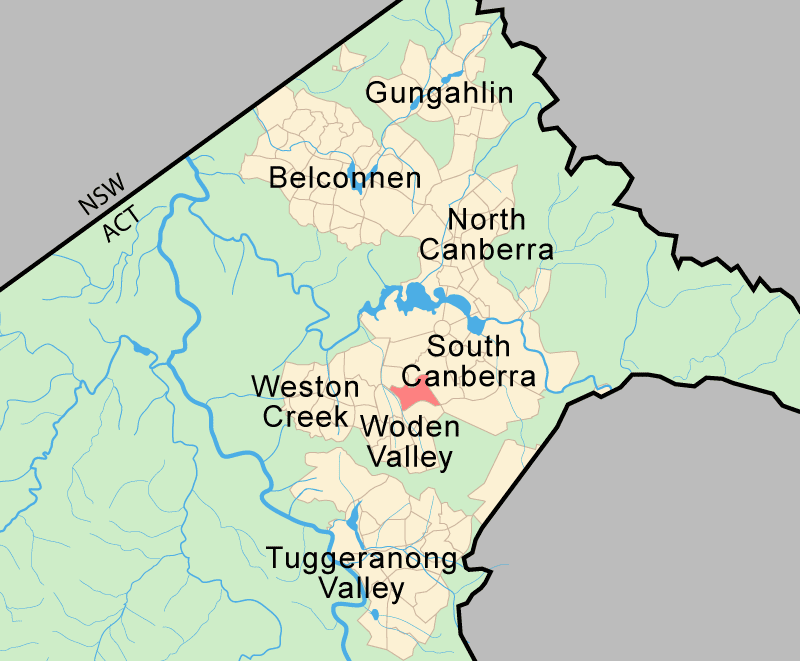
Le quartier de Garran dans l'arrondissement de Woden Valley.

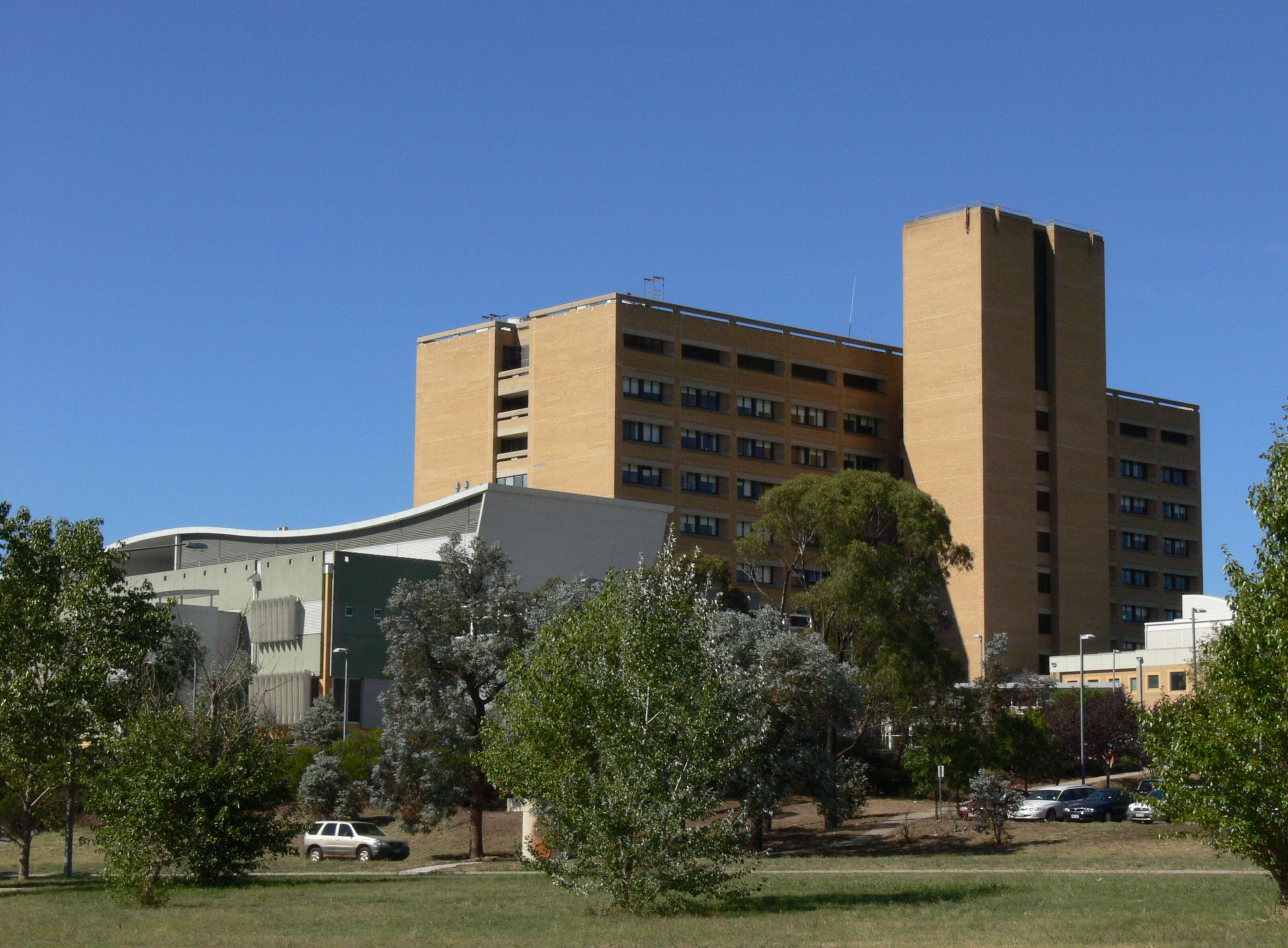
L'hôpital universitaire de Canberra.

Garran est un quartier (suburb) dans l'arrondissement (district) de Woden Valley, à Canberra, en Australie. 
Il porte le nom de Robert Garran (en) qui contribua fortement au développement de l'enseignement supérieur à Canberra. 
Il abrite l'hôpital de Canberra (en), ainsi que l'hôpital de campagne contre le coronavirus.